# Socialistiska autonoma provinsen Kosovo
Socialistiska autonoma provinsen Kosovo (serbokroatiska: Socijalistička Autonomna Pokrajina Kosovo, Социјалистичка Аутономна Покрајина Косово; albanska: Krahina Socialiste Autonome e Kosovës, även kallad SAP Kosovo), var en av två socialistiska autonoma provinser inom Socialistiska republiken Serbien inom Socialistiska federativa republiken Jugoslavien åren 1974-1990.

## Demografi
Enligt 1981 års folkräkning (den enda som gjordes i Kosovo under tiden socialistisk autonom provins), beräknade antalet invånare till 1 584 441, uppdelat i:
- 1 226 736 albaner (77,4%)
- 236 526 serber (14,9%)
- 58 562 muslimer (3,7%)
- 34 126 romer (2,2%)
- 12 513 turkar (0,8%)
- 8 717 kroater (0,6%)
- 2 676 jugoslaver (0,2%)
- 4 584 övriga (0,4%)